# Stephen P. Synnott
Stephen P. Synnott (1946.-) je znanstvenik koji je sudjelovao u programu Voyager i pritom otkrio nekoliko prirodnih satelita Jupitera, Saturna, Urana i Neptuna.
Neki od tih satelita su Metis, Pak, Larisa (ponovno otkriven), Proteus (ponovno otkriven), i Tebe.
Mali planetoid 6154 Stevensynott nazvan je po njemu.